# Erik Fåglum
Erik Håkan "Rödtoppen" Fåglum, ursprungligen Pettersson, född 4 april 1944 i Vårgårda, är en svensk cyklist som var en del av bröderna Fåglum.
Erik Fåglums karriär inleddes 1958 i Alingsås CK. Han representerade också  Fåglums CK, Vårgårda CK och Stockholms CK.
1964 blev han olympisk bronsmedaljör i lagtempo tillsammans med bröderna Gösta och Sture. Fjärde man i laget var Sven Hamrin, Härnösands CK.
Vid OS i Mexico 1968 blev det silvermedalj i lagtempo. Då i ett helt brödralag, eftersom yngste brodern Thomas kommit in i laget.
Bröderna Fåglum blev världsmästare i lagtempo 1967, 1968 och 1969. 
Efter säsongen 1969 blev alla bröder professionella cyklister i Italien. 
Erik Fåglum avslutade sin karriär 1973.  
Stor grabb nr. 2 (94 poäng).